# كليف إينغليز
كليف إينغليز (بالإنجليزية: Cliff Inglis)‏ هو لاعب دارت بريطاني، ولد في 1935 في إنجلترا في المملكة المتحدة، وتوفي في 2001.

## وصلات خارجية
- كليف إينغليز على موقع DartsDatabase.co.uk (الإنجليزية)